# Wander This World
Wander This World is het derde album van gitarist Jonny Lang, uitgegeven in 1998. Het album werd opgenomen in de Seedy Underbelly Studios en Garfin Studios (Minneapolis) en in de Sound Kitchen, gelegen in Nashville.

## Tracklist
1. Still Rainin'  (McCabe) – 4:49
2. Second Guessing (Z/McCabe) – 5:10
3. I Am (Prince/Z/Seacer) – 5:04
4. Breakin' Me (Lang/Bowe) – 4:32
5. Wander This World (Diethelm/McCabe) – 4:49
6. Walking Away (Lang/J.L. Williams) – 4:14
7. The Levee (Bowe/Lang) – 3:41
8. Angel of Mercy (McCabe/Henderson) – 4:30
9. Right Back (Williams/Kortchimar) – 3:59
10. Leaving to Stay (Bowe) – 4:35
11. Before You Hit the Ground (Bowe/Lang) – 3:55
12. Cherry Red Wine (Allison) – 3:31

## Bezetting
- Jonny Lang - zang, gitaar
- Richie Hayward - drums
- David Smith - basgitaar
- Jack Holder - gitaar, keyboard
- Steve Cropper - gitaar
- Paul Diethelm - dobro op "Wander This World"
- Kevin Bowe - gitaar op "The Levee"
- Tommy Burroughs - akoestische gitaar op "Walking Away", achtergrondzang op "Right Back"
- Bruce McCabe - keyboard
- Ricky Peterson - keyboard
- Jimmy Davis - achtergrondzang op "Right Back"
- Eric Leeds - saxofoon op "I Am"
- Tom Tucker - ingenieur